# Goushan (sockenhuvudort i Kina, Zhejiang Sheng, lat 29,98, long 122,27)
Goushan är en sockenhuvudort i Kina. Den ligger i provinsen Zhejiang, i den östra delen av landet, omkring 200 kilometer öster om provinshuvudstaden Hangzhou. Antalet invånare är 41 644. Befolkningen består av 19 818 kvinnor och 21 826 män. Barn under 15 år utgör 10,0 %, vuxna 15-64 år 80 %, och äldre över 65 år 8,0 %.
Runt Goushan är det mycket tätbefolkat, med 1 056 invånare per kvadratkilometer. Närmaste större samhälle är Shenjiamen, 3,8 km sydost om Goushan. 
Genomsnittlig årsnederbörd är 1 783 millimeter. Den regnigaste månaden är juni, med i genomsnitt 312 mm nederbörd, och den torraste är januari, med 53 mm nederbörd.